# بيلي كوك (لاعب كرة قدم بريطاني)
بيلي كوك (بالإنجليزية: Billy Cook)‏ (2 مارس 1890 في المملكة المتحدة - 1974) هو لاعب كرة قدم بريطاني (وحمل سابقاً جنسية المملكة المتحدة لبريطانيا العظمى وأيرلندا) في مركز الظهير. لعب مع شيفيلد يونايتد ووركشوب تاون ‏ وHebburn Argyle F.C. ‏ وHebburn Town F.C. ‏.